# Університет образотворчих мистецтв у Познані
Університет образотворчих мистецтв у Познані, пол. Uniwersytet Artystyczny w Poznaniu — вищий навчальний заклад у місті Познань, Польща.
Заснований 1919 року як національна школа декоративного мистецтва та художнього промислу. Пізніше називалася Інститутом образотворчих мистецтв, з 1946 року — національна школа образотворчих мистецтв, з 1996 року Академія, з 2010 Університет.

## Факультети
Університет має такі відділи:
- дизайну інтер'єру
- промислового дизайну
- графіки
- збереження та реставрації творів мистецтва
- живопису
- скульптури і різьбярства
- архітектри і дизайну
- художньо освіти
- мультимедійних технологій